# Équipe de Turquie féminine de hockey sur gazon
 (février 2024).
Si vous disposez d'ouvrages ou d'articles de référence ou si vous connaissez des sites web de qualité traitant du thème abordé ici, merci de compléter l'article en donnant les références utiles à sa vérifiabilité et en les liant à la section « Notes et références ».
Maillots
L'Équipe de Turquie féminine de hockey sur gazon représente la Turquie dans le hockey sur gazon féminin international.

## Palmarès

### Championnat II d'Europe
- 2019 - 8e place

### Championnat III d'Europe
- 2005 - 8e place
- 2007 - 6e place
- 2011 - 4e place
- 2013 - 4e place
- 2015 -
- 2017 -
- 2021 -

### Ligue mondiale
- 2012-2013 - 1er tour
- 2014-2015 - 37e place
- 2016-2017 - 31e place

### Hockey Series
- 2018-2019 - Open